# Осколки (альбом Krec)
«Осколки» — шестой студийный альбом петербургской группы KRec, вышедший 30 мая 2010 года. После ухода Ассаи, в записи альбома принимали участие Фьюз (он же Гризли) и Марат.

## Список композиций
1. Интро
2. Не заметно feat. Алена
3. Не одинокий feat. Check
4. Буря и гром
5. К твоим ногам feat. Илья Киреев
6. Улицы feat. Ist Sam
7. Каждый день
8. Хип-Хап feat. Dj Halk
9. Ответь мне
10. Правда Улиц
11. Ближе feat. Check, Баста
12. Как воздух
13. В темноте
14. Еле дыша
15. Блик

## Рецензии
Отрадно, что Krec не стоят на месте, меняются, и новая черта их творчества не так плоха, как может показаться. Фьюз прекрасно справляется и с прежним, и с новым характером треков. И что не менее важно, если Krec будут делать музыку и дальше, то нам с вами будет куда интересней следить, куда же выведет кривая, ведь стереотип, что Krec остаются теми же, сломан. Конечно, поклонники могут быть опечалены, но можно постараться найти положительные моменты, распробовать новый стиль, проникнуться настроением артистов. Для всего остального (то есть для всех остальных) есть Ассаи и “сухой паек” – старые альбомы.
 — пишет Мария Лескова на сайте Prorap.ru 
Радует то, что Krec до сих пор может удивлять. Фьюз вышел на какой-то новый уровень работы со словом, он переплетает фонемы совершенно виртуозно — сразу же вспоминается его бывший соратник по "Кухне" Крип-А-Крип (они, кстати, очень похожи тембрами голосов). Фантастически зарифмованные куплеты в "Улице", "Буре и громе", неожиданный речитатив на итальянском ("Как воздух") или какая-то звериная баллада "В темноте" — все это демонстрирует его прекрасную форму. Отдельно нужно упомянуть "Хип-хап" — наверное, самую взвешенную за последнее время оду жанру, без прикрас, пафоса и банальщины.
 — пишет Николай Редькин на сайте Rap.ru 